# Zachariah Ditetso
Zachariah Ditetso, född 8 augusti 1964, är en friidrottare från Botswana. Han deltog vid olympiska sommarspelen 1992.